# Пожорита (Сучава)
Пожорита (рум. Pojorâta) — село у повіті Сучава в Румунії. Входить до складу комуни Пожорита.
Село розташоване на відстані 346 км на північ від Бухареста, 60 км на захід від Сучави.

## Населення
За даними перепису населення 2002 року у селі проживали 2745 осіб.
Національний склад населення села:
| Національність | Кількість осіб | Відсоток |
| -------------- | -------------- | -------- |
| румуни         | 2696           | 98,2%    |
| цигани         | 24             | 0,9%     |
| німці          | 22             | 0,8%     |

Рідною мовою назвали:
| Мова      | Кількість осіб | Відсоток |
| --------- | -------------- | -------- |
| румунська | 2702           | 98,4%    |
| циганська | 24             | 0,9%     |
| німецька  | 16             | 0,6%     |